# 폴 스콜스
폴 애런 스콜스(영어: Paul Aaron Scholes, 1974년 11월 16일 ~ )는 잉글랜드의 은퇴한 축구 선수이다. 그는 맨체스터 유나이티드에서 모든 선수 생활을 보냈다. 현재는 축구 감독이다.
잉글랜드 솔퍼드 출신으로, 이후 랭글리에서 성장했으며, 스콜스는 학교에서 크리켓과 축구를 병행하며 모두 뛰어난 두각을 나타냈다. 그는 1991년 학교를 그만 두고, 1993년 프로로 전향, 만 14세의 나이에 맨체스터 유나이티드 유소년에 발탁되었고, 1994-95 시즌에 맨체스터 유나이티드에서 데뷔했다. 그는 1998-99 시즌 클럽의 트레블 달성에 공헌을 하였고, 10번의 프리미어리그 우승과 3번의 FA 컵, 2번의 UEFA 챔피언스리그 우승을 하였다.
스콜스는 잉글랜드 축구 국가대표팀 선수로 총 66경기를 뛰었고, 1998년 프랑스 월드컵과 2002년 한일 월드컵에 외에도, UEFA 유로 2000, UEFA 유로 2004 대회에 참가했으며, 1997년부터 2004년까지 잉글랜드 축구 국가대표팀 선수로 활약하였다. 그는 UEFA 유로 2004가 끝난 직후, 잉글랜드 축구 국가대표팀에서 은퇴하겠다고 선언하였다. 맨체스터 유나이티드에서 소속되어 클럽 경기에 더 충실할 것이며, 그의 가족들과 시간을 더 많이 갖고 싶다는 것이 이유였다.
스콜스는 맨체스터 유나이티드에서 3번째로 많은 경기에 뛴 선수로 기록되었고, 현재까지 700 경기에 출전하였다. 그는 2011년 5월 31일 2010-11 시즌이 끝난 후 선수로서 은퇴를 선언하였고, 2011-12 시즌 이후 클럽에서 코치로 경력을 쌓기 시작하였다. 하지만 2012년 1월 8일 맨체스터 유나이티드가 위기에 빠지자, 알렉스 퍼거슨 감독의 부름을 받고, 은퇴 번복을 하며 2012-13 맨체스터 시티와의 FA 컵 경기에서 교체 출전하며, 복귀하였다. 2014년 4월 모예스 감독이 경질되자, 긱스를 돕기 위해 1군 코치진으로 합류하였다.

## 클럽 경력
스콜스는 올덤 애슬레틱 AFC 서포터즈였던 가정에서 자랐으나, 그의 나이 만 14세 때부터는 맨체스터 유나이티드의 유소년팀에 발탁되면서, 훈련받기 시작했다.
1991년 여름, 그레이터 맨체스터 미들턴에 있던 카디날 랭리 스쿨(Cardinal Langley School)를 졸업하고 나서는, 훈련생으로 클럽에 합류하였다. 통념과는 달리, 그는 1992년 FA 유스컵에서 우승한 맨유 유스팀 소속은 아니었다. 하지만 다음 시즌에는, 결승까지 진출 했던 유스팀 소속이었다. 스콜스는 1993년 7월 23일 프로로 전향하였다. 1994-95 시즌, 맨체스터 유나이티드의 홈구장인 올드 트래퍼드에 데뷔하여, 17경기 출장에 12골을 기록하였다. 성인 팀 데뷔는 1994년 9월 21일이었다. 포트 베일과의 경기였는데, 이 경기에서 그는 2골을 기록하였고, 팀은 2-1로 이겼다. 만 20세가 된 스콜스는 에리크 캉토나나 앤디 콜과 같은 촉망받는 축구 유망주였다.
1997-98 시즌까지는 맨체스터 유나이티드의 정규 로스터(속칭 1군)에 소속되어 뛰지는 못하였다. 1997-98 시즌 9번째 경기에 로이 킨이 부상으로 경기에서 빠지자, 기회가 많아졌고 미드필더로서 교체 출장하였다.
1998-99 시즌에서, 스콜스는, 맨체스터 유나이티드가 프리미어리그, FA컵, UEFA 챔피언스리그에서 모두 우승하며, 트레블을 달성하는데 큰 공헌을 하였다. FA컵결승전에서는 뉴캐슬 유나이티드를 상대로 두 골을 넣기도 하였다. 그러나 챔피언스리그 결승전에서는 나서지 못했다. 이전 경기에서 퇴장을 당했기 때문이다.
이후, 스콜스는 클럽에서 활약하면서 맨체스터 유나이티드의 핵심적인 선수가 되었고, 보통 중앙 미드필더로서 경기에 나섰다. 로이 킨과 미드필드에서 짝을 이루어 경기를 치렀는데, 로이 킨이 간혹 뒤로 깊게 빠지면, 스콜스가 앞으로 나와 팀 미드필드의 다이아몬드형 대형을 이루기도 하였다. 로이 킨이 다른 팀으로 이적한 이후로부터는, 좀 더 전통적인 중앙 미드필더 역할을 하게 되었으나, 수비적인 역할보다는 공격적인 역할에 치중하였다. 폴 스콜스는 경기에서 패스를 잘 하기로 유명하다. 맨체스터 유나이티드 FC의 전형적인 공격 방식은 로이 킨이나 마이클 캐릭 같은 중앙 미드필더로부터 공을 건네받은 스콜스가 다시 대각선 쪽(보통 게리 네빌, 데이비드 베컴이나 크리스티아누 호날두 등)으로 공을 배급하는 방식이었다. 
스콜스는 2002-03 시즌에 세컨드 스트라이커로 뛰면서 모든 경기를 통틀어 20골을 넣어 커리어에서 가장 많은 골을 기록했다. 뉴캐슬과의 원정경기에서는 해트트릭을 기록하였고, 에버턴과의 경기에서는 골대 바로 밑으로 들어가는 23미터(25야드)짜리 골을 성공시키기도 하였다.
2006-07 시즌에는 맨체스터 유나이티드가 프리미어리그 우승과 FA컵 결승 진출과 더불어, 챔피언스리그 4강에 올랐다. 2007-08 시즌에는 UEFA 챔피언스리그와 프리미어리그를 우승하며 더블을 달성하였다.
2009-10 시즌 맨체스터 시티와의 더비 매치에서는 인저리 타임에 파트리스 에브라의 크로스를 받아 헤딩으로 결승골을 성공시키며 극적인 1-0 승리를 이끌었고 그 외에 패스나 압박에서도 최고의 모습을 보여주어 경기 최우수 선수로 선정되었다.
스콜스는 이후, 맨체스터 유나이티드의 정규 로스터로서 뛰면서, 총 7번의 프리미어리그 우승 타이틀을 거머쥐었으며, 또한 3번의 FA 컵 우승, 2번의 챔피언스리그 우승, 인터콘티넨털컵 우승을 차지한 바 있다. 또한 그는 다른 선수들과는 달리, 스콜스는 에이전트(소속 회사)를 갖고 있지 않아서, 직접 계약을 하고 있다. 또, 좀처럼 인터뷰도 하지 않으며 광고에도 거의 출연하지 않는다.
2010-11 시즌이 끝난 뒤 스콜스는 공식적으로 은퇴를 선언했지만, 2011-12 시즌 복귀하였다. 맨체스터 유나이티드가 침체기에 빠지며, 위기를 맞게 되자 급히 알렉스 퍼거슨 감독의 호출을 받게 되었고, FA컵 64강 전에서 맨체스터 시티와의 경기에서 교체 투입되어 복귀전을 가졌다. 그리고 볼튼 원더러스와의 리그 경기에서 자신의 복귀골을 성공 시켰으며, 팀은 마이클 캐릭과 대니 웰백의 연속골로 3-0으로 승리하였다. 시즌 초반 부진하였던 맨체스터 유나이티드는 그가 컴백한 이후로 무려 7연승을 거두며 승승장구하게 된다. 그리고 아스날 FC와의 경기에서 1-1로 비기고 있을 때쯤, 역전골을 만들어 내는 롱패스로 팀의 2-1 승리를 이끄는데 주역이 되었다. 또한 노리치 시티 FC와의 경기에서 헤딩슛으로 자신의 2호골을 만들었으며, 다시 한번 팀은 2-1로 승리하였다. 그의 활약에 맨체스터 유나이티드는 맨체스터 시티에게 빼앗겼던 리그 1위를 다시 탈환하게 된다. 그는 퀸즈파크 레인저스 FC와의 경기에서 자신의 장기인 중거리슛으로 2번째 골을 넣어 팀의 2:0 승리를 이끌었다. 스콜스의 이런 활약에 알렉스 퍼거슨 감독은 "스콜스는 이 경기에서 전체적인 경기내용을 그가 조정하였고, 이것은 변함없는 사실이다"며 그에 대한 칭찬을 아끼지 않았다. 하지만 스콜스는 위건 애슬래틱 FC전에 결장하였고, 그가 결장한 맨체스터 유나이티드는 위건에게 창단 첫 패배라는 충격적인 결과를 만들고 말았다. 이후 영국 언론은 무슨 이유로 스콜스를 빼고 신예 톰 클레버리를 투입했냐는 것에 대해서 논란의 중심이 되었고, 그는 "잠시 휴식을 취했을 뿐이다"며 해명하였다.
2012-13 시즌에는 팀을 통산 20번째 우승으로 이끈 후, 재은퇴하여 그라운드를 떠났다.

## 지도자 경력
2014년 4월. 맨유를 이끌었던 모예스가 성적 부진으로 경질되고, 라이언 긱스가 잔여 시즌이 끝날 때까지 임시 감독직을 맡자, 스콜스는 긱스를 돕고자, 니키 버트와 기존의 수석코치인 필 네빌과 함께 맨유의 1군 코치로 합류하였다.

## 플레이 스타일
패스가 정확한 선수로 20대 때는 공격형 미드필더나 세컨탑롤을 수행하면서 득점을 노리는 플레이를 자주 펼쳤고, 체력과 활동량이 떨어진 30대 이후로는 주로 후방에서 볼을 받고 배급하는 역할을 맡았다. 2002-03 시즌에는 세컨드 스트라이커로 뛰면서 시즌 20골을 달성하는 득점력도 보여주었다. 한편 그는 알렉스 퍼거슨 前 맨체스터 유나이티드 감독이 지도했던 맨유 선수들 중에서 월드 클래스(World Class)라고 인정받은 4명의 선수 중 한 명이다.

## 사생활
스콜스는 천식을 앓고 있으며, 젊은 시절부터 오스굿-슐래터 병을 가지고 있다. 그는 평소 수줍고 말이 적은 조용한 성격으로 알려졌다.
스콜스는 어린 시절 짝사랑해온 클레어 프로갓(Claire Froggatt)과 웨일스 렉섬 자치시 렉섬에서 1999년 2월 결혼식을 올렸다. 두 사람에게는 3명의 자녀가 있다.

## 클럽
| 클럽                | 시즌      | 리그 | 리그 | FA 컵 | FA 컵 | 리그 컵 | 리그 컵 | 유럽(UEFA) | 유럽(UEFA) | 기타 | 기타 | Total | Total |
| 클럽                | 시즌      | 경기 | 골   | 경기  | 골    | 경기    | 골      | 경기       | 골         | 경기 | 골   | 경기  | 골    |
| ------------------- | --------- | ---- | ---- | ----- | ----- | ------- | ------- | ---------- | ---------- | ---- | ---- | ----- | ----- |
| 맨체스터 유나이티드 | 1993-94   | 0    | 0    | 0     | 0     | 0       | 0       | 0          | 0          | 0    | 0    | 0     | 0     |
| 맨체스터 유나이티드 | 1994-95   | 17   | 5    | 3     | 0     | 3       | 2       | 2          | 0          | 0    | 0    | 25    | 7     |
| 맨체스터 유나이티드 | 1995-96   | 26   | 10   | 2     | 1     | 1       | 2       | 2          | 1          | –    | –    | 31    | 14    |
| 맨체스터 유나이티드 | 1996-97   | 24   | 3    | 2     | 2     | 2       | 1       | 4          | 0          | 1    | 0    | 33    | 6     |
| 맨체스터 유나이티드 | 1997-98   | 31   | 8    | 2     | 0     | 1       | 0       | 7          | 2          | 1    | 0    | 42    | 10    |
| 맨체스터 유나이티드 | 1998-99   | 31   | 6    | 6     | 1     | 1       | 0       | 12         | 4          | 1    | 0    | 51    | 11    |
| 맨체스터 유나이티드 | 1999-2000 | 31   | 9    | –     | –     | 0       | 0       | 11         | 3          | 3    | 0    | 45    | 12    |
| 맨체스터 유나이티드 | 2000-01   | 32   | 6    | 0     | 0     | 0       | 0       | 12         | 6          | 1    | 0    | 45    | 12    |
| 맨체스터 유나이티드 | 2001-02   | 35   | 8    | 2     | 0     | 0       | 0       | 13         | 1          | 1    | 0    | 51    | 9     |
| 맨체스터 유나이티드 | 2002-03   | 33   | 14   | 3     | 1     | 6       | 3       | 10         | 2          | –    | –    | 52    | 20    |
| 맨체스터 유나이티드 | 2003-04   | 28   | 9    | 6     | 4     | 0       | 0       | 5          | 1          | 1    | 0    | 40    | 14    |
| 맨체스터 유나이티드 | 2004-05   | 33   | 9    | 6     | 3     | 2       | 0       | 7          | 0          | 1    | 0    | 49    | 12    |
| 맨체스터 유나이티드 | 2005-06   | 20   | 2    | 0     | 0     | 0       | 0       | 7          | 1          | –    | –    | 27    | 3     |
| 맨체스터 유나이티드 | 2006-07   | 30   | 6    | 4     | 0     | 0       | 0       | 11         | 1          | –    | –    | 45    | 7     |
| 맨체스터 유나이티드 | 2007-08   | 24   | 1    | 3     | 0     | 0       | 0       | 7          | 1          | 0    | 0    | 34    | 2     |
| 맨체스터 유나이티드 | 2008-09   | 21   | 2    | 2     | 1     | 3       | 0       | 6          | 0          | 3    | 0    | 35    | 3     |
| 맨체스터 유나이티드 | 2009-10   | 28   | 3    | 0     | 0     | 2       | 1       | 7          | 3          | 1    | 0    | 38    | 7     |
| 맨체스터 유나이티드 | 2010-11   | 22   | 1    | 3     | 0     | 0       | 0       | 7          | 0          | 1    | 0    | 33    | 1     |
| 맨체스터 유나이티드 | 2011-12   | 17   | 4    | 2     | 0     | 0       | 0       | 2          | 0          | 0    | 0    | 21    | 4     |
| 맨체스터 유나이티드 | 2012-13   | 16   | 1    | 3     | 0     | 0       | 0       | 2          | 0          | –    | –    | 21    | 1     |
| 총 계               | 총 계     | 499  | 107  | 49    | 13    | 21      | 9       | 134        | 26         | 15   | 0    | 718   | 155   |

2012년 11월 17일 기준 통계
| 잉글랜드 대표팀 | 잉글랜드 대표팀 | 잉글랜드 대표팀 |
| 년도            | 출장            | 득점            |
| --------------- | --------------- | --------------- |
| 1997            | 5               | 3               |
| 1998            | 9               | 1               |
| 1999            | 6               | 5               |
| 2000            | 10              | 1               |
| 2001            | 10              | 3               |
| 2002            | 11              | 0               |
| 2003            | 8               | 0               |
| 2004            | 7               | 1               |
| Total           | 66              | 14              |

## 수상 경력

### 맨체스터 유나이티드
- 프리미어리그 (11): 1995-96, 1996-97, 1998-99, 1999-00, 2000-01, 2002-03, 2006-07, 2007-08, 2008-09, 2010-11, 2012-13
- FA컵 (3): 1996, 1999, 2004
- 풋볼 리그 컵 (2): 2009, 2010
- FA 커뮤니티 실드 (5): 1996, 1997, 2003, 2008, 2010
- UEFA 챔피언스리그 (2): 1999, 2008
- 인터콘티넨털컵 (1): 1999
- FIFA 클럽 월드컵 (1): 2008

### 잉글랜드
- UEFA U-18 축구 선수권 대회 : 1993

### 개인
- 지미 머피 영플레이어 상 : 1992-93
- 프리미어리그 이달의 선수상 : 2003년 1월, 2003년 10월, 2006년 10월, 2010년 8월
- PFA 올해의 팀 : 2002–03, 2006–07
- 잉글랜드 축구 명예의 전당 : 2008
- 프리미어리그 명예의 전당 : 2022
- 프리미어 리그 10주년 베스트팀 (1992-93~2001-02)
- 프리미어 리그 20주년 베스트팀 (1992-93~2011-12)
- FWA 공로상: 2012
- 맨체스터 유나이티드 올해의 득점 : 2006-07
- 2002년 FIFA 월드컵 MoM : vs. 아르헨티나 (조별리그)

## 같이 보기
- 원클럽맨 명단